# إيمان الأسدي
إيمان خليل شعلان الأسدي نائبة برلمانية الليبرالي عراقية في مجلس النواب العراقي.

## الحياة الشخصية
ولدت الأسدي في كربلاء. درست العلوم السياسية في جامعة القاهرة، والقانون الدولي في جامعة بغداد. في عام 2003 كانت أستاذة القانون في الجامعة المستنصرية.

## الحياة السياسية
قبل انتخابها في عام 2005، كانت الأسدي عضواً في بعض منظمات المجتمع المدني في بغداد بين عامي 2004 و2005، ثم رشحت للدائرة الغربية في كربلاء في انتخابات يناير 2005.
في عام 2005، تم انتخاب الأسدي كأحد مستشاري لجنة مجلس النواب العراقي. كانت الأسدي عضواً في التحالف الوطني العراقي.

## كتب
- الفيدرالية في العراق وتأثيرها على الوحدة الوطنية.